# Youssra Zakarani
Youssra Zakarani, née le 7 janvier 1995, est une escrimeuse marocaine.

## Carrière
Youssra Zakarani est médaillée de bronze en fleuret individuel aux Championnats d'Afrique d'escrime 2016 puis participe au tournoi de fleuret féminin individuel aux Jeux olympiques d'été de 2016, où elle est éliminée d'entrée par la Chinoise Le Huilin.
Elle est médaillée de bronze en fleuret individuel et en fleuret par équipe aux Jeux africains de 2019.
Elle est médaillée d'argent en fleuret individuel ainsi que médaillée de bronze fleuret par équipes aux Championnats d'Afrique 2022 à Casablanca.